# Библиотека Академии Филлипса в Эксетере

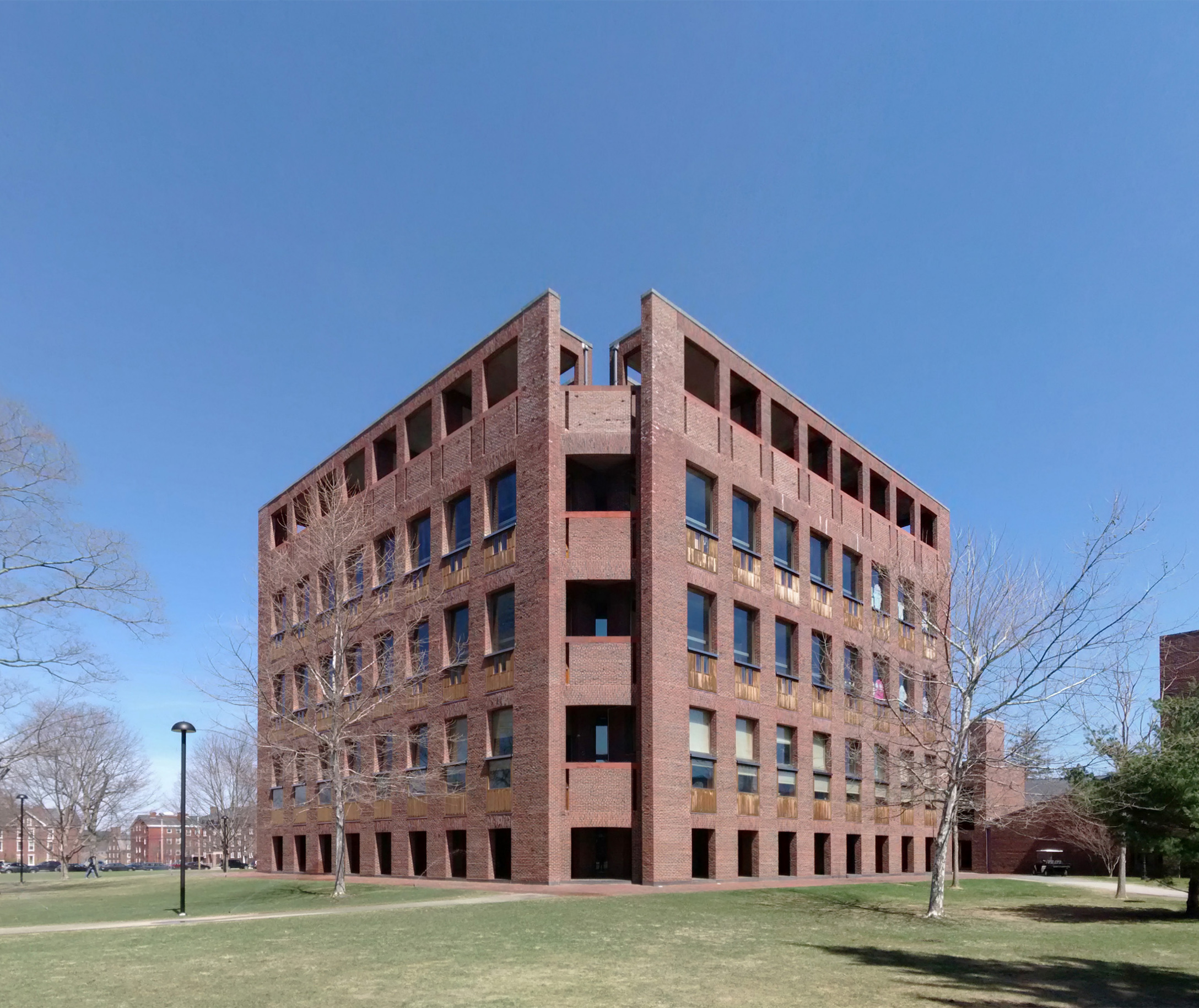
Здание библиотеки

Библиотека Академии Филлипса в Эксетере (англ.  Phillips Exeter Academy Library) — крупнейшая библиотека средней школы в мире, содержит более 160 тысяч томов. Здание библиотеки спроектировано американским архитектором Луисом Каном и было открыто в 1971 году, в будущем сможет вместить до 250 тысяч томов.

## История
Специальной истории библиотеки Академии Филлипса в Эксетере не имеется: не известен год её возникновения и нет данных о её работе в первые полвека существования самой Академии (Академия основана в 1781 году). Первым свидетельством о библиотеке являются воспоминания одного из выпускников Академии 1833 года, о том, что «библиотека находилась в одном маленьком помещении, где хранились старые проповеди и книги по истории».
В 1905 году в библиотеке было около 2000 томов и она занимала две комнаты. В 1912 году к библиотеке добавили ещё помещения, где в будущем могли храниться ещё около 5000 томов.
В 1950 году библиотекарь Родни Амстронг для улучшения работы библиотеки, в которой уже насчитывалось 35 тыс. томов, открыл для обучающихся свободный доступ к книжным стеллажам.
В 1950-е годы фонды библиотеки значительно переросли здание, где находилась библиотека. После долгих поисков архитектора, который смог бы предложить проект новой современной библиотеки, специальный комитет Академии остановился на кандидатуре американского архитектора Луиса Кана. В 1965 году ему был заказан проект здания библиотеки. Новая библиотека была построена, оборудована и готова к заселению к осени 1971 года.
16 ноября 1971 года занятия в Академии приостановили на один день для переезда библиотеки в новое современное здание. Все ученики, преподаватели и сотрудники Академии участвовали в переносе книг. В этот день в новое здание библиотеки было перенесено около 60 000 томов.
К 2006 году штат библиотеки насчитывал 7 человек.
В коллекции библиотеки хранятся работы выпускников, а также архив Академии.

## Здание библиотеки
Луис Кан предложил проект в стиле модерн из трех концентрических квадратов. Наружное кольцо строилось из несущих четырёх наружных стен. Углы здания скошены (отрезаны), что позволяет видеть внешние и внутренние части конструкции здания. Стены в ширину составляли 33 метра и в высоту 24 метра.
В среднем кольце конструкции здание было выполнено из железобетона, в котором размещались многочисленные книжные стеллажи. Внутреннее кольцо, также выполненное из железобетона, с огромными круглыми отверстиями в стенах, открывало вид на книжные полки.
Ёмкость проекта библиотеки позволяет хранить в ней до 250 тысяч томов.
Здание библиотеки является признанным шедевром американской архитектуры и является одним из наиболее узнаваемых сооружений XX века в США.
В 1997 году архитектор Луис Кан за проект библиотеки получил премию Американского института архитектуры, которая вручается зданиям и архитектурным решениям, выдержавшим испытание временем (25—35 лет), демонстрирующим превосходные функциональные качества и не потерявшим за прошедшие годы актуальности в творческом аспекте.
В 2005 году Почтовая служба США выпустила марку с изображением библиотеки в серии «12 шедевров современной американской архитектуры».
В 2007 году здание библиотеки заняло 80-е место в списке любимых архитектурных шедевров Америки, составленном Американским институтом архитектуры.